# Diószegi István (református püspök)
Diószegi István vagy Diószegi Kis István (Bihardiószeg, 1635 körül – Bihardiószeg, 1698. június 22.) református lelkész, teológiai doktor, a Tiszántúli református egyházkerület püspöke 1693-tól haláláig.

## Élete
Szülőhelyén és Nagyváradon végezte tanulmányait. 1657-ben Berettyóújfaluban rektori állást kapott, 1660-ban kántor lett Debrecenben és Dobozi István főbiró unokái mellett tanító. 1663-ban a város költségén külföldi akadémiákra ment, Belgiumban két évig tartózkodott. 1663. október 31-én beiratkozott a franekeri, majd 1664. július 6-án a groningeni egyetemre. Angliában is megfordult, majd 1665. július 27-én Franekerben teológiai doktor lett. 1666. július 10-étől Debrecenben iskola-rektor volt. 1668. június 10. felszentelték papnak, majd Bihardiószegen lelkész, 1677-ben esperes, 1689-ben egyházkerületi főjegyző, 1693. október 2-án püspök lett.

## Munkái
- Exercitium theologicum de paschate, sub praesidio Joh. Valckenier. Franequerae, 1664
- Lux in tenebris, seu brevis et succincta vindicatio simul et conciliatio locorum Vet. et Novi Testamenti. Disputatio sub praesidio Nicolai Arnoldi. Brigge, 1665
- Lelki Fegyver, Avagy A Hétnek minden Napjaira rendeltetett Reggeli és Estvéli Könyörgések és buzgo háládások; Mellyek Elsőben Német Nyelvből Belga nyelvre fordíttattak. Viszontag az Isten Anyaszentegyházában vitézkedő hivek Kedvekért Magyar nyelven kibotsáttattak. Belgiumban (1666)… Most pedig újabban negyedszer kinyomattak Lőcsén 1703 (Szent Dávid Soltárihoz függelékül jelent meg; három régibb kiadása ismeretlen. Ujabb kiadásai Debreczen 1723, 1732, 1744, 1845, 1751, és 1752. Kolozsvár, 1773. Pozsony, 1790. és hely, év n.)
- Kiosztatott Talentom, Az az Ollyan idvességes Magyar Predicaciok: Mellyekben Az hibás vallás megczáfoltatik, az igaz Vallás értelmessen le-iratik… Debreczen, 1679 (73 prédikáczio; az előszóban irja, hogy 900 prédikácziót irt)
- A Sz: Géeralis Gyülésbe lett Némelly Deliberatumok, Es azok felöl valo Tanitás… Uo. 1682
- Három református lelki könyv / Berecz Ágnes: Ráday Pál – Lelki hódolás / Bíró Gyöngyi: Diószegi K. István – Lelki fegyver / Bíró Gyöngyi: Maklári János – Lelki jó illat-tétel; Borda Antikvárium, Zebegény, 2018 (Régi magyarországi vallásos nyomtatványok)

Nevét Dioszegi K. Istvánnak, majd meg csak Dioszegi Istvánnak írta.